# Уильямс, Джон (стрелок из лука)
Джон Честер Уильямс (англ. John Chester Williams; 12 сентября 1953, Крейнсвилл, Пенсильвания, США) — американский спортсмен-лучник, чемпион мира 1971 года, олимпийский чемпион Летних Олимпийских игр 1972 года в Мюнхене. Тренировался Кларенсом Фоуксом, который был главным тренером американских лучников на той Олимпиаде. В 2003 году Национальная ассоциация стрельбы из лука наградила Джона Уильямса медалью имени Дж. Мориса Томпсона (основателя ассоциации).